# فريتز باير
فريتز باير هو سياسي ألماني، ولد في 2 يونيو 1923 في Velká Chmelištná ‏ في التشيك، وتوفي في 1 مارس 2012 في موسباخ في ألمانيا. نشط حزبياً في الاتحاد الديمقراطي المسيحي والحزب النازي. وقد انتخب عمدة وانتخب عضو في البوندستاغ الألماني خلال فترته النيابية ‏ (26 يونيو 1956 – 6 أكتوبر 1957).